# Пломба-защіпка

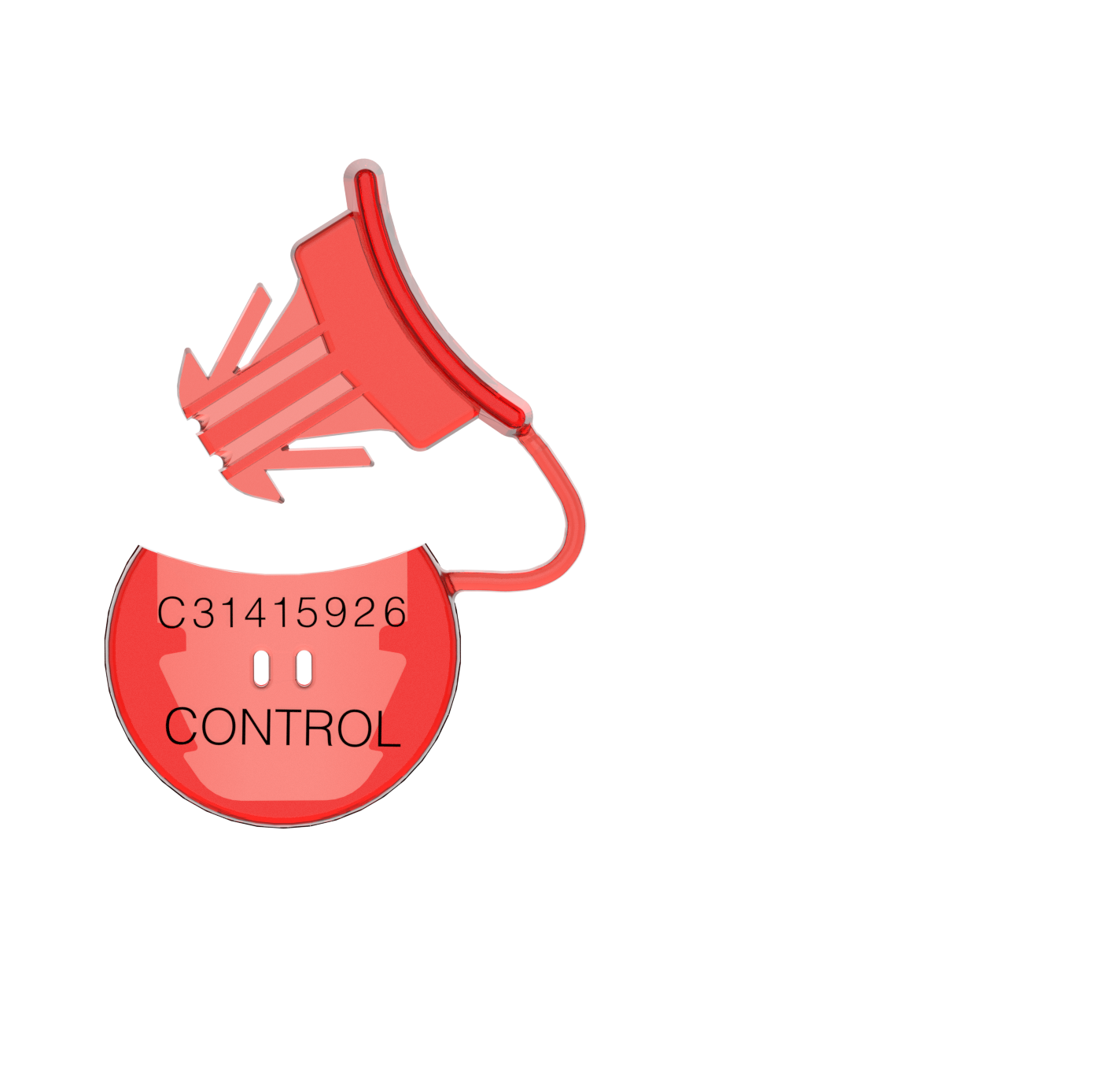
Пломби-защіпки GST

Пломба-защіпка - це виріб, що сприяє обмеженню доступу до закритих об'єктів людям, без відповідних дозволів. Для виготовлення  пломби використовується пластик, що характеризується високим рівнем міцності. Для забезпечення захисту використовується унікальний номер, нанесений на корпус і конструкція закриття (вставка) охоронної пломби. 
Варіанти нанесення унікального номера різні: лазерне маркування (неможливо змінити номер або стерти), тамподрук, гравірування.

## Переваги
Великою перевагою пломб є відсутність необхідності в придбанні спеціального обладнання, адже установка проводиться вручну і не вимагає залучення професіоналів. Корпус виключає можливість злому, без видимих пошкоджень. Пломби актуальні для використання в різних температурних режимах, які витримує матеріал, але в будь-якому випадку вище ніж температура навколишнього середовища. Не реагують на вплив ультрафіолетових променів, колір і структура матеріалу залишаються незмінними. Компактні розміри розраховані на використання в важкодоступних місцях.

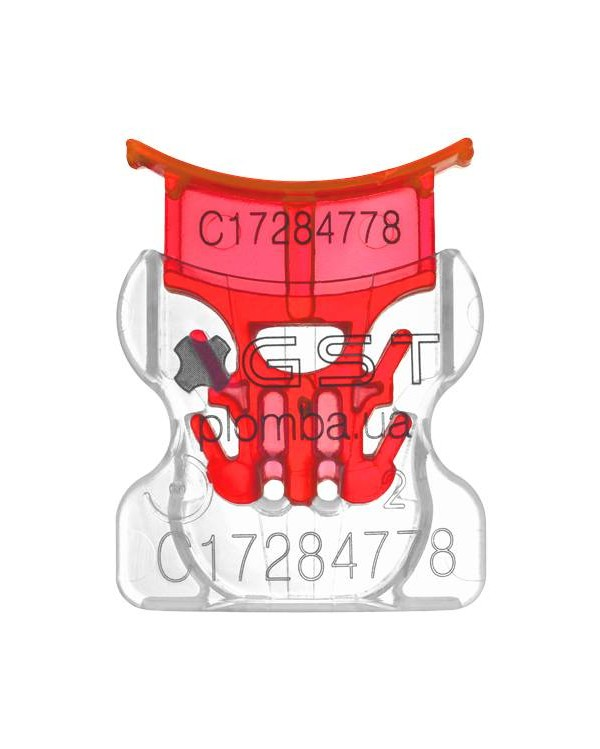
Зразок пломби GST

## Види і принципи дії
Пломби-защіпки бувають монолітні, а також складаються з декількох елементів (корпус і вставка). При пломбуванні використовується пломбувальний трос.
Колір корпусу і вставки може бути однаковий або різний.
Принцип дії простий: вставка фіксується всередині корпусу за рахунок спеціальної конструкції двох елементів, що не дозволяє витягти повторно вставку з корпусу, без видимих слідів або без пошкодження. Конструкція часто нагадує форму якоря. Пломбувальний трос буває вже встановленим в корпус пломби або ж вставляється безпосередньо в момент установки на об'єкт, що охороняється.
Основним елементів захисту виступає номер пломби, матеріал який повинен залишати сліди спроб розтину, додаткові елементи, такі як термоіндікація від спроб нагріти пломбу.

## Сфери застовування
Сфери застосування пломб-защіпок:
- 1. На виробництві.

Пломбуватись можуть склади, кабінети, цехові відділи, робочі місця і навіть верстати, прилади обліку і контролю, аварійні канали зв'язку і конвеєри в стані консервації.
- 2. У грошово-банківській сфері.

Для пломбування сейфів, грошових контейнерів і сумок інкасаторів. Сховище грошових коштів і цінностей.
- 3. На транспорті.

Пломби-защіпки є зручним видом пломбуючих пристроїв - встановлюються досить швидко і просто, що особливо цінно в умовах великої кількості об'єктів. Особливо з огляду на їх індикаторну здатність на предмет спроб розтину.
Вигода від застосування пломб-защіпок у безліч разів перевищує будь-які витрати на їх придбання. Це ефективний спосіб попередження крадіжок, шахрайства та втручань в роботу механізмів та приладів .